# Marc Davis (astrophysicien)
Pour les articles homonymes, voir Marc Davis et Davis.
Marc Davis (né le 8 septembre 1947) est professeur d'astronomie et de physique à l'université de Californie à Berkeley, (Californie (États-Unis). Davis obtint sa licence au Massachusetts Institute of Technology en 1969, son doctorat à l'Université de Princeton en 1973 et a été élu aussi bien à l'Académie nationale des sciences des États-Unis en 1991 qu'à l'Académie américaine des Arts et Sciences en 1992.
Il a travaillé en cosmologie physique et il dirige les recherches de l'ambitieux programme d'étude du redshift des 50 000 galaxies DEEP2. L'objectif scientifique de l'étude DEEP concerne l'étude des propriétés des galaxies et le rassemblement en amas au fur et à mesure de l'évolution de l'Univers.
En juin 2003, Davis a subi et récupéré d'une attaque cardiaque.